# Westende (Middelkerke)
Westende – dzielnica (deelgemeente) gminy Middelkerke w Belgii, w Regionie Flamandzkim, w prowincji Flandria Zachodnia, w okręgu Ostenda. 1 stycznia 2020 roku liczyła 5579 mieszkańców. Do 31 grudnia 1976 samodzielna gmina.

## Demografia
Liczba mieszkańców, stan na 1 stycznia:
| Rok                | 1930 | 1961 | 2020 |
| ------------------ | ---- | ---- | ---- |
| Liczba mieszkańców | 1517 | 2415 | 5579 |

## Współpraca
Miejscowość partnerska:
- Rauschenberg (Hesja), Niemcy